# Collaret de perles (sexe)

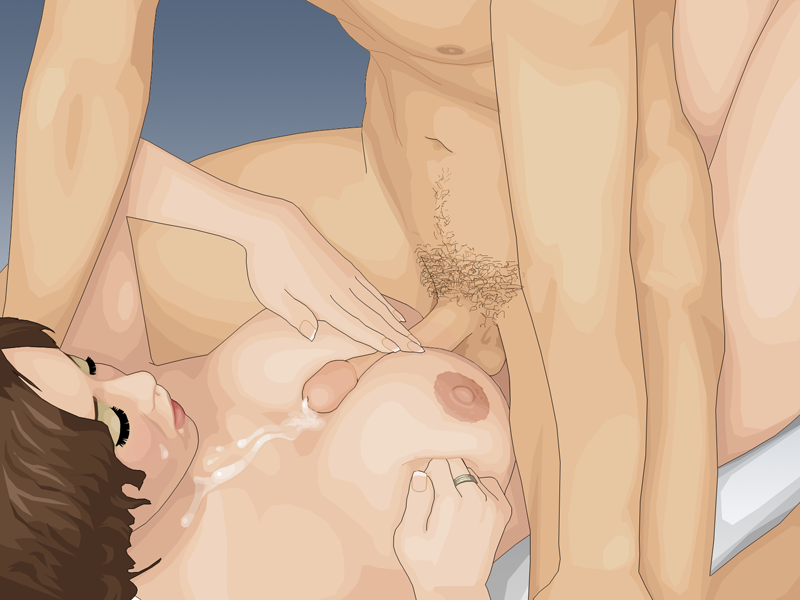
Il·lustració de coit intermamari, una tècnica de sexe segur.

Un collaret de perles és un terme d'argot que es refereix a un acte sexual en què un home ejacula semen a sobre o a prop del coll, el pit o les mamelles d'una altra persona. Pot fer-se després d'un coit intermamari o sexe oral. Es diu que el resultat d'això s'assembla a un collaret de perles a causa de les gotes de semen blanques i translúcides que són dipositades.
És una de les activitats que utilitzen les prostitutes com a alternatives de sexe segur per als clients que no es volen posar un preservatiu, perquè el coit intermamari amb una dona amb els pits grans s'assembla al sexe amb penetració.